# The Queen's Hall
The Queen's Hall (dříve Hope Park Chapel a Newington Parish Church) je neoklasicistní budova v Edinburghu ve Spojeném království, od roku 1970 zapsaná v seznamu listed building (první stupeň). Její výstavba začala v roce 1823 a dokončena byla již v následujícím roce. Architektem byl Robert Brown. Původně šlo o kapli farnosti sv. Cuthberta s kapacitou 1700 sedících návštěvníků. V roce 1834 se z ní stal kostel newingtonské farnosti. Roku 1873 zde byly nainstalovány varhany od firmy Forster and Andrews. Kostel byl uzavřen v roce 1976, v letech 1978–1979 probíhala rekonstrukce budovy a dne 6. července 1976 došlo k jejímu znovuotevření v podobě koncertní síně, a to za účasti královny Alžběty II. Kapacita sálu je 801 sedících a 900 stojících návštěvníků. V průběhu let zde vystupovali například Tori Amos, John Cale, Nick Cave a Nina Simone. U příležitosti 200. výročí otevření zde v roce 2024 proběhl koncert Erlanda Coopera.